# Ruwoliemotor

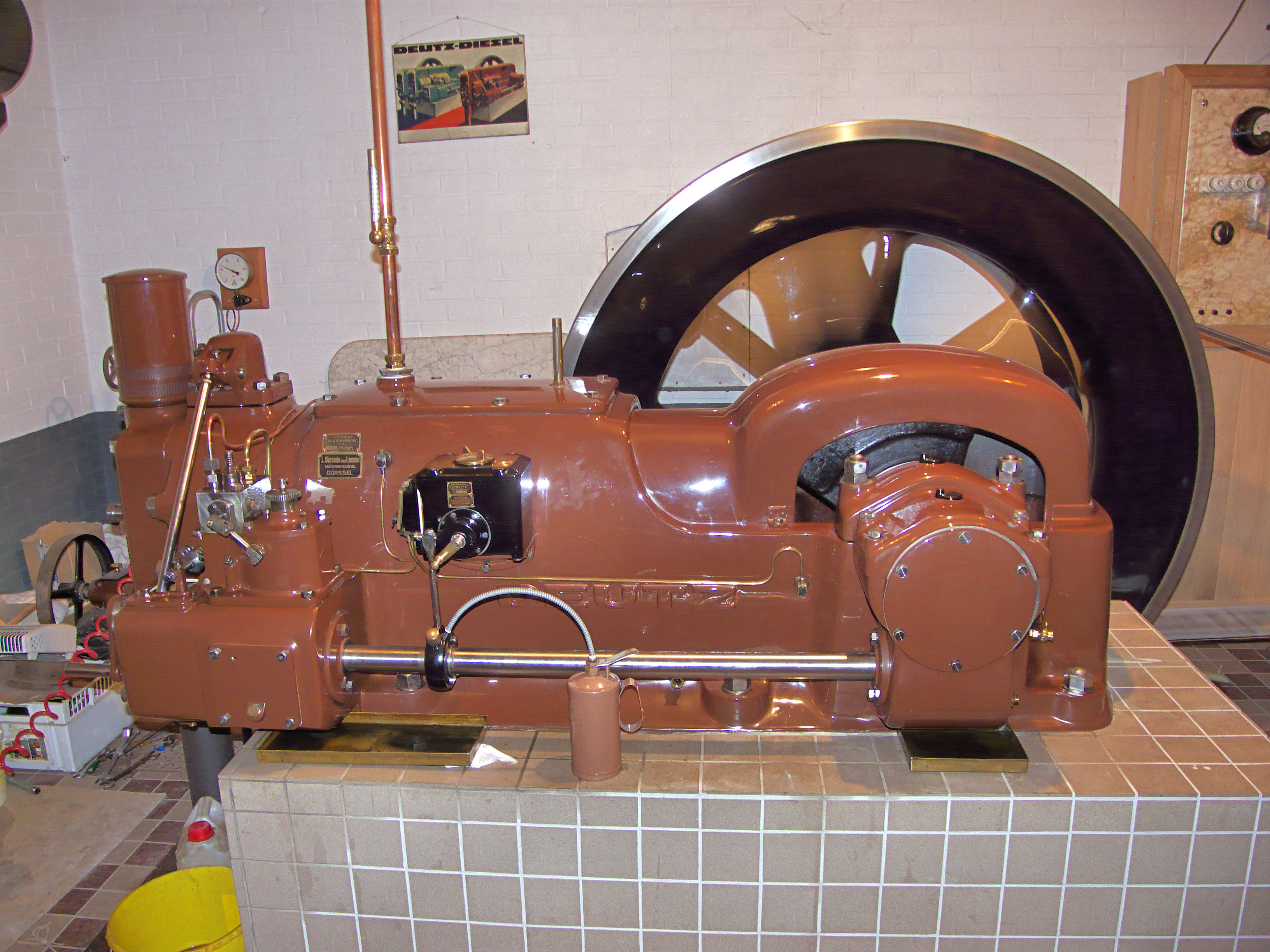
Deutz MIH 338 ruwoliemotor in de molen De Leeuw in Lettele

De ruwoliemotor is een type verbrandingsmotor vergelijkbaar met de gloeikopmotor. De motor kan pas gestart worden nadat de kop voldoende verhit is. Een ruwoliemotor kan draaien op vele verschillende soorten oliën, zoals afgewerkte motorolie en plantaardige oliën. De ruwoliemotor werd het meest gebruikt als stationaire motor en in boten. Ze kunnen lang achterelkaar blijven draaien: zo draaide de motor die op de Wereldtentoonstelling van 1906 te Milaan werd getoond, een FRAM-ruwoliemotor, na de tentoonstelling nog een maand lang. Een ruwoliemotor heeft een laag toerental.
De ruwoliemotor werd geleidelijk vervangen door de dieselmotor, die in 1892 werd uitgevonden en in 1897 voor het eerst op de markt kwam.